# Trần Văn Thanh (chính khách Trung Quốc)
Trần Văn Thanh (tiếng Trung: 陈文清; bính âm: Chēn Wénqīng; sinh tháng 1 năm 1960) là chính khách nước Cộng hòa Nhân dân Trung Hoa. Ông là Ủy viên Bộ Chính trị khóa XX, Ủy viên Trung ương Đảng khóa XIX, hiện là lãnh đạo cấp phó quốc gia, Bí thư Ban Bí thư, Bí thư Ủy ban Chính trị Pháp luật Trung ương Đảng Cộng sản Trung Quốc.
Trần Văn Thanh sinh ra và lớn lên tại Tứ Xuyên, từ một sĩ quan cảnh sát địa phương đã thăng tiến lên vị trí lãnh đạo cơ quan an ninh cấp tỉnh từ năm 1994 đến 2002. Ông trở thành lãnh đạo cơ quan công tố của Tứ Xuyên, rồi sau được chuyển công tác, lãnh đạo cơ quan chống tham nhũng của tỉnh Phúc Kiến, vốn là nơi ông Tập Cận Bình đảm nhiệm vị trí lãnh đạo chính quyền địa phương từ năm 1999 đến 2002. Năm 2012, ông được bổ nhiệm làm Phó Bí thư Ủy ban Kiểm tra Kỷ luật Trung ương Đảng Cộng sản Trung Quốc (CCDI). Tháng 11 năm 2016, ông được bầu làm Bộ trưởng Bộ An ninh Quốc gia Trung Quốc. Tháng 3 năm 2018, kỳ họp Đại hội đại biểu Nhân dân toàn quốc (Quốc hội) thường niên của Trung Quốc với kế hoạch tái cơ cấu quy mô lớn Quốc vụ viện, Trần Văn Thanh nằm trong số ít bộ trưởng tiếp tục tại nhiệm.

## Tiểu sử

### Thân thế
Trần Văn Thanh là người Hán sinh tháng 1 năm 1960, người Nhân Thọ, tỉnh Tứ Xuyên.

### Giáo dục
Tháng 9 năm 1980 đến tháng 7 năm 1984, ông theo học chuyên ngành pháp luật khoa pháp luật tại Học viện Chính trị Pháp luật Tây Nam (nay là Đại học Chính trị Pháp luật Tây Nam).
Tháng 3 năm 1995 đến tháng 10 năm 1997, ông theo học và tốt nghiệp lớp chương trình học nghiên cứu sinh chuyên ngành quản lý doanh nghiệp, Viện Nghiên cứu Quản trị học tại Đại học Liên hợp Tứ Xuyên (nay là Đại học Tứ Xuyên). 

### Sự nghiệp
Trần Văn Thanh xuất thân từ Bộ Công an Trung Quốc (MPS), cơ quan từng chịu trách nhiệm thực hiện các hoạt động chống gián điệp trước khi Bộ An ninh được thành lập năm 1983. Tháng 3 năm 1983, ông gia nhập Đảng Cộng sản Trung Quốc.
Tháng 7 năm 1984, Trần Văn Thanh được phân phối đến cơ sở hệ thống công an nhậm chức, là dân cảnh của đồn công an trấn Tạ Gia, Cục Công an huyện Bành Sơn, thành phố Lạc Sơn, tỉnh Tứ Xuyên rồi đảm nhiệm chức Phó Đồn trưởng Đồn công an trấn Tạ Gia, Phó Cục trưởng Phân cục Công an khu Kim Khẩu Hà. 
Tháng 12 năm 1986, ông được bổ nhiệm làm Phó Cục trưởng Phân cục Công an khu Ngũ Thông Kiều rồi nhậm chức Cục trưởng Phân cục Công an khu Ngũ Thông Kiều, thành phố Lạc Sơn, tỉnh Tứ Xuyên. 
Tháng 6 năm 1990, ông được bổ nhiệm làm Phó Cục trưởng Cục Công an thành phố Lạc Sơn. Tháng 12 năm 1992, ông được bổ nhiệm giữ chức Cục trưởng Cục Công an thành phố Lạc Sơn.
Tháng 8 năm 1994, Trần Văn Thanh chuyển công tác từ Bộ Công an sang Bộ An ninh Quốc gia với chức danh Phó Giám đốc Sở An ninh Quốc gia tỉnh Tứ Xuyên. Tháng 1 năm 1997, ông được bổ nhiệm làm Phó Bí thư Ban Cán sự Đảng rồi Bí thư Ban Cán sự Đảng Sở An ninh Quốc gia tỉnh Tứ Xuyên kiêm Phó Giám đốc Sở An ninh Quốc gia tỉnh Tứ Xuyên.
Tháng 1 năm 1998, Trần Văn Thanh được bổ nhiệm làm Bí thư Ban Cán sự Đảng Sở An ninh Quốc gia tỉnh Tứ Xuyên, Giám đốc Sở An ninh Quốc gia tỉnh Tứ Xuyên. Tháng 9 năm 1998, ông kiêm nhiệm chức vụ Phó Tổng Thư ký Chính phủ nhân dân tỉnh Tứ Xuyên.
Tháng 4 năm 2002, ông được bầu làm Viện trưởng Viện Kiểm sát Nhân dân tỉnh Tứ Xuyên. 
Tháng 8 năm 2006, ông được luân chuyển làm Ủy viên Ban Thường vụ Tỉnh ủy  Phúc Kiến kiêm Bí thư Ủy ban Kiểm tra Kỷ luật Tỉnh ủy Phúc Kiến. Ngày 21 tháng 10 năm 2007, tại phiên bế mạc của Đại hội Đảng Cộng sản Trung Quốc lần thứ 17, Trần Văn Thanh được bầu làm Ủy viên Ủy ban Kiểm tra Kỷ luật Trung ương Đảng Cộng sản Trung Quốc khóa XVII.
Tháng 5 năm 2011, Trần Văn Thanh được bổ nhiệm làm Phó Bí thư Tỉnh ủy Phúc Kiến kiêm Bí thư Ủy ban Kiểm tra Kỷ luật Tỉnh ủy Phúc Kiến. Tháng 9 năm 2011, ông thôi kiêm nhiệm chức danh Bí thư Ủy ban Kiểm tra Kỷ luật Tỉnh ủy Phúc Kiến.
Trong hai ngày 3 tháng 11 và 4 tháng 11 năm 2012, hội nghị toàn thể lần thứ 8 của Ủy ban Kiểm tra Kỷ luật Trung ương Đảng Cộng sản Trung Quốc khóa XVII được cử hành tại Bắc Kinh, Trần Văn Thanh được bầu làm Ủy viên Ủy ban Thường vụ Ủy ban Kiểm tra Kỷ luật Trung ương Đảng Cộng sản Trung Quốc kiêm Phó Bí thư Ủy ban Kiểm tra Kỷ luật Trung ương Đảng Cộng sản Trung Quốc khóa XVII, hàm Bộ trưởng.
Ngày 15 tháng 11 năm 2012, Ban Chấp hành Trung ương Đảng Cộng sản Trung Quốc khóa XVIII tiến hành Hội nghị toàn thể lần thứ nhất bầu Trần Văn Thanh làm Ủy viên Ủy ban Thường vụ Ủy ban Kiểm tra Kỷ luật Trung ương Đảng Cộng sản Trung Quốc, Phó Bí thư Ủy ban Kiểm tra Kỷ luật Trung ương Đảng Cộng sản Trung Quốc khóa XVIII, cơ quan chỉ huy chiến dịch chống tham nhũng "đả hổ, diệt ruồi".
Tháng 4 năm 2015, Trần Văn Thanh được bổ nhiệm làm Bí thư Đảng ủy Bộ An ninh Quốc gia Trung Quốc đồng thời ông thôi giữ chức Ủy viên Ủy ban Thường vụ Ủy ban Kiểm tra Kỷ luật Trung ương Đảng Cộng sản Trung Quốc và Phó Bí thư Ủy ban Kiểm tra Kỷ luật Trung ương Đảng Cộng sản Trung Quốc.
Ngày 7 tháng 11 năm 2016, tại hội nghị lần thứ 24 của Ủy ban Thường vụ Đại hội đại biểu Nhân dân toàn quốc Trung Quốc khóa XII nhiệm kỳ 2013 đến năm 2018, Trần Văn Thanh được phê chuẩn bổ nhiệm giữ chức vụ Bộ trưởng Bộ An ninh Quốc gia Trung Quốc thay cho ông Cảnh Huệ Xương. Cùng tháng 11 năm 2016, ông được chỉ định làm Ủy viên Ủy ban Chính trị Pháp luật Trung ương Đảng Cộng sản Trung Quốc.
Ngày 24 tháng 10 năm 2017, tại Đại hội Đảng Cộng sản Trung Quốc lần thứ XIX, ông được bầu làm Ủy viên Ban Chấp hành Trung ương Đảng Cộng sản Trung Quốc khóa XIX. Sáng ngày 19 tháng 3 năm 2018, kỳ họp thứ nhất Đại hội đại biểu Nhân dân toàn quốc (Quốc hội Trung Quốc) khóa XIII đã tổ chức hội nghị toàn thể lần thứ 7 tiếp tục bầu Trần Văn Thanh làm Bộ trưởng Bộ An ninh Quốc gia Trung Quốc nhiệm kỳ 2018 đến năm 2023.